# The Unguided

The Unguided é uma banda de metal da Suécia, formada em 2010 por Richard Sjunnesson, depois de sua saída do Sonic Syndicate. Mais tarde, ele foi acompanhado por (também ex-vocalista do Sonic Syndicate) Roland Johansson, e (então) ex-guitarrista Sonic Syndicate Roger Sjunnesson, baterista John Bengtsson e o baixista Henric Liljesand da banda Cipher System. O baterista John Bengtsson deixou a banda no final de 2012 sendo substituído por Richard Schill.

## História
Antes da formação do The Unguided, a maioria dos membros tocava na banda de metal sueca Sonic Syndicate. O vocalista Roland Johansson deixou em 2009 devido a problemas com uma extensa turnê. Em outubro de 2010, foi anunciado que o vocalista Richard Sjunneson não iria participar do resto do "We Rule the Night tour" para passar mais tempo com sua família, dias depois de ter anunciado a sua ruptura era permanente, que ele deixou o Sonic Syndicate devido a diferenças criativas. Richard passou a formar a nova banda, The Unguided, juntamente com Roland Johansson e Roger Sjunnesson.

## Integrantes

### Formação atual
- Richard Sjunnesson - vocal (2010-presente)
- Jonathan Thorpengber -  vocal limpos, guitarra (2016-presente)
- Roger Sjunnesson - guitarra rítmica, eletrônica (2010-presente)
- Henric Liljesand - baixo (2011-presente)
- Richard Schill - bateria (2012-presente)

### Ex-integrantes
- Roland Johansson - vocal limpos, guitarra (2010-2016)
- John Bengtsson - bateria (2011-2012)

## Discografia
Álbuns de estúdio
- Hell Frost (2011)
- Fragile Immortality (2014)
- Lust and Loathing (2016)
- And The Battle Royale (2017)